# Bauhaus Foundation Tel Aviv

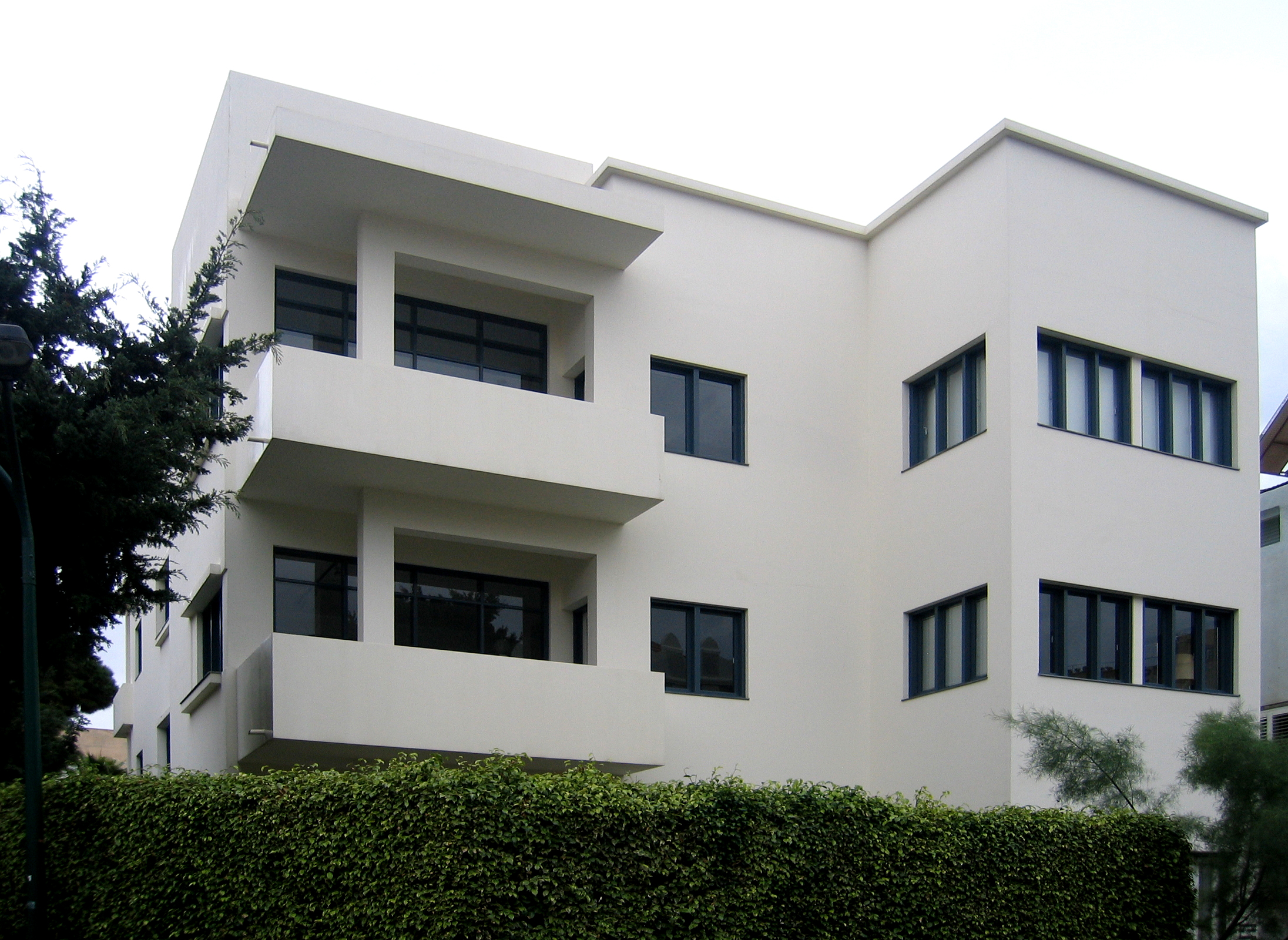
Gebäude des Bauhaus-Museums Tel Aviv

Die Bauhaus Foundation Tel Aviv betreibt seit 2008 ein privates Museum in Tel Aviv zum Thema Bauhaus. Es befindet sich im Erdgeschoss eines im Stil der Internationalen Moderne errichteten Gebäudes im Rechov Bialik 21 Ecke Rechov Idelson, das 1934 vom Architekten Shlomo Gepstein entworfen wurde. Gründer des Museums und Träger der Stiftung ist der amerikanische Millionär, Unternehmer, Kunstsammler und Mäzen Ronald Lauder. Auf 120 von dem Architekten und Industriedesigner Ron Arad gestalteten Quadratmetern werden Möbelstücke und Designobjekte sowie Gegenstände aus dem Nachlass von Bauhaus-Architekten und Designern gezeigt, die in Tel Aviv tätig waren und lebten. Die Ausstellungsobjekte, darunter Exponate von Mies van der Rohe, Marcel Breuer und Walter Gropius stammen aus privaten Sammlungen, hauptsächlich aus dem Besitz von Ronald Lauder. Das Museum ist mittwochs von 11 bis 17 Uhr und freitags von 10 bis 14 Uhr geöffnet, der Eintritt ist frei. Diagonal gegenüber im Rechov Idelson 29 eröffnete 2019 das Welterbezentrum der Weißen Stadt Tel Aviv im Beit Liebling.